# اسپانوم
اسپانوم (به هلندی: Spannum) یک منطقهٔ مسکونی در هلند است که در لیتنسرادیل واقع شده‌است. اسپانوم ۲۸۲ نفر جمعیت دارد.